# Frösunda socken
Frösunda socken i Uppland ingick i Seminghundra härad, ingår sedan 1971 i Vallentuna kommun och motsvarar från 2016 Frösunda distrikt.
Socknens areal är 42,21 kvadratkilometer, varav 41,74 land. År 2000 fanns här 562 invånare.  Sockenkyrkan Frösunda kyrka ligger i socknen.  
Inom socknen finns småorten Frösunda och strax norr om den finns en station på Roslagsbanan, öppnad 1885, i samband med Roslagsbanans invigning.

## Administrativ historik
Frösunda socken har medeltida ursprung.
Vid kommunreformen 1862 övergick socknens ansvar för de kyrkliga frågorna till Frösunda församling och för de borgerliga frågorna till Frösunda landskommun. Landskommunen uppgick 1952 i Vallentuna landskommun som 1971 ombildades till Vallentuna kommun. Församlingen uppgick 2006 i Vallentuna församling.
1 januari 2016 inrättades distriktet Frösunda, med samma omfattning som församlingen hade 1999/2000.  
Socknen har tillhört län, fögderier, tingslag och domsagor enligt vad som beskrivs i artikeln Seminghundra härad. De indelta soldaterna tillhörde Upplands regemente, Hundra Härads kompani och Livregementets dragonkår, Livskvadronen, Livkompaniet.

## Geografi
Frösunda socken ligger norr om Vallentuna. Socknen har i öster dalgångbygder mellan markanta låga skogbeväxta höjder och är i väster en skogsbygd.

## Fornlämningar
Från bronsåldern finns spridda gravrösen. Från järnåldern finns över 40 gravfält och tre fornborgar. Sju runristningar har påträffats.

## Namnet
Namnet skrevs 1291 Frösvndj är ett äldre namn på prästgården eller platsen där kyrkan byggdes. Förleden är frö, 'fruktbar, frodig'. Efterleden är sund här kanske med betydelsen 'kärrstråk' och syftande på Kyrkåns dalgång vid kyrkan.